# Gökçedüz, Ovacık
Gökçedüz là một xã thuộc huyện Ovacık, tỉnh Karabük, Thổ Nhĩ Kỳ. Dân số thời điểm năm 2010 là 18 người.